# الا-بکلی
الا-بکلی (به لاتین: Ala-Bekly) یک منطقهٔ مسکونی در جمهوری آذربایجان است که در شهرستان بیلقان واقع شده‌است.